# Befanini
I befanini o befanotti sono biscotti tipici della Toscana e soprattutto della Versilia e della Lucchesia. Sono dei frollini di pasta frolla, spesso ricoperti di palline di zucchero colorate, che si preparano in occasione dell'Epifania.

## Storia
I befanini sono biscotti semplici, di forme rotondeggianti e allungate, che vengono preparati durante il periodo natalizio e principalmente per il giorno dell'Epifania.
In passato venivano preparati dalle singole famiglie; più di recente, sono spesso prodotti da panifici e aziende dolciarie.
Non esiste una ricetta originale dei befanini in quanto la ricetta veniva tramandata a voce di famiglia in famiglia e ognuno la modificava a suo piacimento. Inizialmente i befanini non venivano decorati con  zuccherini colorati, poiché questi non esistevano ancora in commercio.
Fino alla metà del Novecento non era in uso la calza e il giorno della Befana si preparavano con i befanini dei cestini ornati di carta colorata tagliata con gli smerli. La tradizione popolare attribuiva ai befanini la proprietà di garantire un abbondante latte mammario alle ragazze.
Più avanti si incominciarono a creare le calze della Befana, le quali erano realizzate dalle famiglie con vere e proprie calze riempite di befanini.
Successivamente le calze venivano confezionate con avanzi di stoffa e piccoli decori e spesso non contenevano solamente i befanini, ma anche frutta secca, mandarini, arance e anche le caratteristiche formine per ritagliare i befanini.
Gli stampi da befanino sono più grossi dei normali stampi per biscotti (almeno 6/7 cm) e tradizionalmente rappresentano le figure tipiche dell'Epifania rappresentate nei presepi: 
- la Befana
- l'angelo
- la stella cometa
- il dromedario
- i re magi

Tuttavia, sono tipici anche gli stampi che raffigurano: 
- animali
- fiori
- stelle
- cuori

Nei periodi più recenti, sul mercato si trovano centinaia di stampi di forme differenti, ma le figure tipiche sono diventate più rare.

## Ingredienti
Gli ingredienti principali per la preparazione della pasta frolla sono:
- le uova
- la farina
- il burro
- il latte
- lo zucchero
- il lievito
- la scorza di un limone o di un'arancia
- Sassolino o anice
- un pizzico di sale.

Per la decorazione invece vengono spesse usate palline di zucchero colorate.

## Preparazione

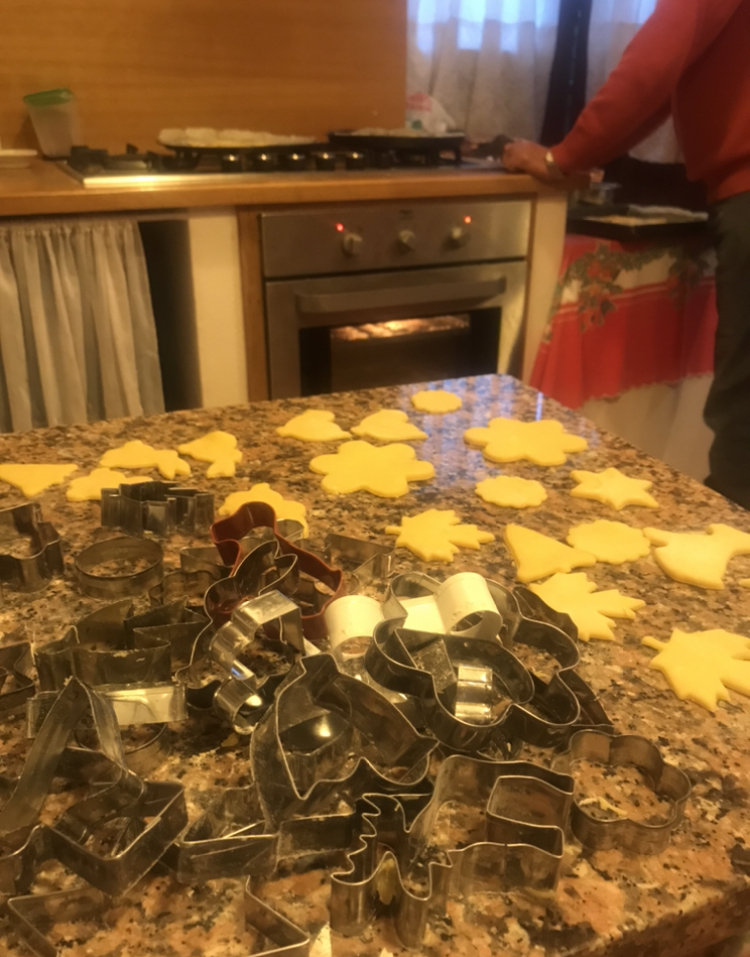
Produzione casalinga di befanini

Inizialmente preparare l'impasto della pasta frolla. Per prima cosa sbattere le uova con lo zucchero in una ciotola finché non saranno spumose; poi aggiungere il burro ammorbidito, la farina ben setacciata, il sale e infine il latte. Successivamente mescolare fino a ottenere un impasto morbido e omogeneo. 
Per ultimo aggiungere il lievito, il rum o aroma di rum e la scorza di un limone o di un'arancia. 
Quando il tutto sarà ben amalgamato, lasciare riposare per una mezz'ora l'impasto al fresco. 
In seguito spianare la pasta col matterello sulla spianatoia, poca per volta, fino a ottenere una sfoglia alta circa mezzo centimetro. 
Dopo di che iniziare a ricavare delle figure usando le apposite formine di ferro sagomate. 
Mettere poi i befanini in una teglia ricoperta di carta da forno e quindi spennellarli con un uovo sbattuto e decorarli a piacimento con palline di zucchero colorate. 
Per ultimo cuocere in forno a 180 °C per circa 20 minuti, finché non assumono un bel colore tra il dorato e il nocciola; toglierli e lasciarli raffreddare.

## Conservazione
Una volta freddi, i befanini si conservano in barattoli di vetro ermetici per circa 15-20 giorni senza perdere di fragranza. 
Sono spesso usati per la colazione o per la merenda.

## Varianti
Una variante dei befanini toscani è la versione marchigiana, realizzata con pasta frolla aromatizzata all'anice. 
Un'altra caratteristica che contraddistingue i befanini marchigiani da quelli tradizionali toscani è che vengono decorati con una glassa a base di acqua e zucchero, chiamata "viacca", e da codette di zucchero.

## Consumo
I befanini vengono principalmente prodotti nelle cucine casalinghe, ma sono prodotti e commercializzati anche da panifici, pasticcerie e supermercati delle aree di consumo tradizionale.
Inizialmente venivano prodotti solo nel periodo dell'Epifania ma oggi sono reperibili per gran parte dell'anno.

## Modi di dire
In Toscana i befanini hanno dato origine anche a modi di dire: 
- “È tegghio come un befanino”

La caratteristica principale dei befanini è la croccantezza della pasta frolla. Nel vernacolo locale tegghio significa rigido. 
Questo modo di dire viene usato per riferirsi a una persona rigida, soprattutto in senso figurato.
- “Cotto come un befanino”

Si usa in Toscana per dire che si è stanchi morti, sfiniti.